# Jill Kintner
Jill Kintner (Burien, 24 ottobre 1981) è una mountain biker e ciclista di BMX statunitense, campionessa del mondo nel four-cross nel 2005 a Livigno, nel R2006 a Rotorua e nel R2007 a Fort William e medaglia di bronzo nel BMX ai Giochi olimpici di Pechino 2008.

## Palmarès

### MTB
- 2004

6ª prova Coppa del mondo, Four-cross (Livigno)
- 2005

1ª prova Coppa del mondo, Four-cross (Vigo)
4ª prova Coppa del mondo, Four-cross (Mont-Sainte-Anne)
5ª prova Coppa del mondo, Four-cross (Balneário Camboriú)
6ª prova Coppa del mondo, Four-cross (Angel Fire Resort)
7ª prova Coppa del mondo, Four-cross (Pila)
8ª prova Coppa del mondo, Four-cross (Fort William)
Classifica finale Coppa del mondo, Four-cross
Campionati del mondo, Four-cross (Livigno)
- 2006

1ª prova Coppa del mondo, Four-cross (Vigo)
2ª prova Coppa del mondo, Four-cross (Fort William)
3ª prova Coppa del mondo, Four-cross (Willingen)
5ª prova Coppa del mondo, Four-cross (Balneário Camboriú)
Classifica finale Coppa del mondo, Four-cross
Campionati del mondo, Four-cross
- 2007

2ª prova Coppa del mondo, Four-cross (Champéry
4ª prova Coppa del mondo, Four-cross (Schladming)
Campionati del mondo, Four-cross (Fort William)
- 2009

2ª prova Coppa del mondo, Four-cross (Houffalize)
4ª prova Coppa del mondo, Four-cross (Fort William)

## Piazzamenti

### Competizioni mondiali
- Coppa del mondo di mountain bike

2003 - Four cross: 8º
2004 - Four cross: 3º
2005 - Four cross: vincitore
2006 - Four cross: vincitore
2007 - Four cross: 2º
2008 - Four cross:
2009 - Four cross: 3º
2010 - Downhill: 23º
- Coppa del mondo di BMX

2007: 6º
- Campionati del mondo di mountain bike

Lugano 2003 - Four cross: 3º
Les Gets 2004 - Four cross: 2º
Livigno 2005 - Four cross: vincitore
Rotorua 2006 - Four cross: vincitore
Fort William 2007 - Four cross: vincitore
Canberra 2009 - Four cross: 2º
Mont-Sainte-Anne 2010 - Downhill: 10º
- Campionati del mondo di BMX

Melbourne 1998 - BMX Juniores: 3º
Taiyuan 2008 - BMX: 6º
- Giochi olimpici

Pechino 2008 - BMX: 3º